# دیوید دنبی
دیوید دنبی (انگلیسی: David Denby؛ زادهٔ ۱۹۴۳ (۸۱–۸۲ سال)) خبرنگار اهل ایالات متحده آمریکا است که بیشتر به عنوان منتقد فیلم برای مجله نیویورکر شناخته شده است.